# Nikola Vukčević (calciatore 1991)
Nikola Vukčević (in serbo Никола Вукчевић?; Titograd, 13 dicembre 1991) è un calciatore montenegrino, centrocampista svincolato.

## Carriera

### Nazionale
Ha esordito in nazionale il 5 marzo 2014 nell'amichevole Montenegro-Ghana (1-0).

## Palmarès

### Club

#### Competizioni nazionali
- Coppa del Portogallo: 1

Braga: 2015-2016